# SC Espinho
Sporting Clube de Espinho is een Portugese voetbalclub uit Espinho. De club werd opgericht op 11 november 1914. De thuiswedstrijden worden in het Estádio Comendador Manuel Violas gespeeld, dat plaats biedt aan 7.500 toeschouwers. De clubkleuren zijn zwart-wit.

## Erelijst
- Liga de Honra

Winnaar (1): 1992

## Bekende (oud-)spelers
- Jan Peters
- Karim Belhocine
- Aziz Doufikar